# Milà-Sanremo 1949
La Milà-Sanremo 1949 fou la 40a edició de la Milà-Sanremo. La cursa es disputà el 19 de març de 1949 i va ser guanyada per l'italià Fausto Coppi, que s'imposà en solitari en la meta de Sanremo i d'aquesta manera aconseguia la seva tercera i darrera victòria en aquesta cursa.
202 ciclistes hi van prendre part, acabant la cursa 118 d'ells.

## Classificació final
|    | Ciclista             | Equip            | Temps      |
| -- | -------------------- | ---------------- | ---------- |
| 1  | Fausto Coppi         | Bianchi-Ursus    | 7h 22' 25" |
| 2  | Vito Ortelli         | Olympia          | + 4' 17"   |
| 3  | Fiorenzo Magni       | Wilier-Triestina | m. t.      |
| 4  | Italo de Zan         | Lygie            | m. t.      |
| 5  | Vincenzo Rossello    | Legnano          | m. t.      |
| 6  | Edouard Fachleitner  | France Sport     | m. t.      |
| 7  | Fermo Camellini      | Riva Sport       | m. t.      |
| 8  | Ernest Sterckx       | Ganna            | + 5' 46"   |
| 9  | Maurice Desimpelaere | Alcyon-Dunlop    | m. t.      |
| 10 | Silvio Pedroni       | Frejus           | + 5' 50"   |